# Sokal (Ucrania)
Sokal (en ucraniano: Сока́ль) es una ciudad de Ucrania situada en el raión de Chervonohrad de la óblast de Leópolis.
En 2018, la ciudad tenía 21 087 habitantes. Desde 2020 es sede de un municipio que tiene una población total de unos cincuenta mil habitantes, y que incluye como pedanías el asentamiento de tipo urbano de Zhvyrka y 58 pueblos.
Se ubica a orillas del río Bug Occidental, unos 15 km al norte de Chervonohrad.

## Historia
Se conoce la existencia de la localidad en documentos desde 1098, aunque no se menciona con su actual topónimo hasta 1377, cuando aparece como una localidad del ducado de Belz. En 1424, Siemowit IV le otorgó el Derecho de Magdeburgo. En 1462 se incorporó al reino de Polonia. El asentamiento original, que se ubicaba en la orilla izquierda del río, fue destruido en 1519 en un ataque tártaro y la actual localidad es una reconstrucción realizada en la orilla derecha en el siglo XVI. Tras la partición de 1772 se incorporó al reino de Galitzia y Lodomeria, que a principios del siglo XIX llevó a cabo una expansión de la ciudad, tras la cual el casco antiguo quedó como una zona principalmente judía.
En la Segunda Guerra Mundial, los nazis asesinaron a casi todos los cinco mil judíos de la ciudad en el campo de exterminio de Bełżec, quedando solo treinta supervivientes. Tras la guerra quedó como una ciudad soviética fronteriza con Polonia, hasta que el ajuste de 1951 movió la frontera hacia el oeste.
Hasta la reforma territorial de 2020, Sokal era una ciudad de importancia distrital, capital de su propio raión. Su ayuntamiento no tenía pedanías.